# Назови своё имя по буквам
«Назови своё имя по буквам» — полнометражный документальным фильм режиссёра Сергея Буковского о Холокосте на Украине. Первый полнометражный неигровой украинский фильм за многие годы. В основу фильма легли свидетельства переживших Холокост людей, которые были записаны в 1994—1998 годах сотрудниками Института видеоистории и образования (основан Стивеном Спилбергом и его фондом «Шоа»).

## Сюжет
Фильм начинается с фрагментов и обломков действительности, которая была в прошлом — титры проступают неполными буквами, а за кадром слышны голоса людей, называющих свои фамилии. На экране виден интерьер вокзала и суматоха перед отходом поезда. Воспроизведение трагедии производится благодаря очень чёткому вниманию к различным деталям (топографическим, предметным), которые объединяют разные временные промежутки. Картина построена на восьми видео-интервью с теми, кто по чистой случайности избежал смерти во время массовых расстрелов, а также диалогов с двумя украинскими женщинами, которые спасали евреев от смерти. В картине показан ряд отдельных историй, а косвенно их объединяет Бабий Яр.

## Актёрский состав
- Полина Бельская
- Марина Чайка
- Мария Егорычева-Глаголева
- Михаил Фельберг
- Бронислава Фукс
- Мария Гольдберг
- Евгения Худзик
- Феня Клейман
- Зинаида Климановская
- Ирина Максимова
- Злата и Хаим Медник — жители бывшей синагоги
- Виталий Нахманович — историк
- Юрий Пинчук
- Евгения Подольская
- Михаил Россинский